# Columbia-Klasse
Die Columbia-Klasse ist eine in der Entwicklung befindliche Schiffsklasse von atomar angetriebenen Raketen-U-Booten der US Navy. Sie soll als Träger der Interkontinentalrakete Trident II D5 die Ohio-Klasse ab 2030 ersetzen. Die Columbia-Klasse ist die erste Generation von Raketen-U-Booten, die die US Navy nach Ende des Kalten Krieges entwickeln lässt.
Ursprünglich war die Columbia-Klasse unter den Bezeichnungen „SSBN-X“, „Ohio Replacement Program“ und „Future Follow-on Submarine“ in der Entwicklung.

## Entwicklung
Nach dem Ende des Kalten Krieges sank die Bedeutung der atomaren Abschreckung massiv, was auch dazu führte, dass der Bedarf an U-Booten mit ballistischen Raketen (SSBN), die zuvor eine Schlüsselrolle in den Planungen beider Machtblöcke einnahmen, zurückging. Gleichzeitig wurden der US Navy zahlreiche Finanzmittel gestrichen, was u. a. dazu führte, dass von den Jagd-U-Booten der Seawolf-Klasse nur 3 anstatt der ursprünglich 29 geplanten Einheiten gebaut wurden. Aus dieser Situation heraus fiel dann die Entscheidung, die 31 Raketen-U-Boote der Lafayette-Klasse noch vor Ende ihrer eigentlichen Lebensdauer außer Dienst zu stellen. Dies wurde dann auch bis 1995 umgesetzt, so dass nur noch die 18 U-Boote der Ohio-Klasse für die atomare Abschreckung zur Verfügung standen. Später wurde die Anzahl noch auf 14 reduziert, nachdem vier Ohios zu Marschflugkörperträgern (SSGN) umgebaut wurden. Da die Ohios in einem guten Zustand waren, evaluierte die US Navy in zahlreichen Studien, die Lebenszeit der Ohios zu verlängern und kam letztendlich zu dem Schluss, dass man diese bis Ende der 2020er Jahre in Dienst belassen könne. So gab es zunächst keinen Bedarf für eine Neuentwicklung von SSBNs.
2010 gab der US-Kongress erstmals Gelder für die Entwicklung eines Nachfolgers der Ohio-Klasse (SSBN-X) frei. In der Zwischenzeit hatten andere Nationen bereits neue Raketen-U-Boote entwickelt, wie zum Beispiel die russische Marine mit der Borei-Klasse. Die US Navy meldete einen Bedarf von 12 U-Booten an. Bei den Kosten erwartete man für das erste U-Boot Baukosten in Höhe von 6,9 Mrd. US-$, sowie zusätzlich 4,2 Mrd. US-$ an Entwicklungskosten. Für die restlichen U-Boote sollen dann die Baukosten auf jeweils 4,9 Mrd. US-$ reduziert werden.
Im April 2014 finalisierte die US Navy dann die Spezifikationen für das SSBN-X. Dabei wurde festgelegt, dass die SSBN-X möglichst viele Komponenten mit der Virginia-Klasse (Block III) teilen sollen, um die Entwicklungs- und Betriebskosten zu reduzieren. Gleichzeitig sollen die SSBN-X bei ähnlichen Abmessungen wie die Ohio-Klasse nur noch 16 statt 24 Trident-Raketen tragen. Ein Kernpunkt der Anforderungen ist der „Life-of-the-Ship“ Kernreaktor, d. h., dass dieser entgegen den bisherigen Modellen keine Überholung während der erwarteten Lebensdauer von 42 Jahren benötigt. Des Weiteren sollen die SSBN-X einen integrierten elektrischen Antrieb besitzen sowie die Steuerflächen in X-Form ausgeführt werden.
Eine Bestellung über 9,5 Milliarden US-Dollar für die Beschaffung des Typschiffs und Langlaufarbeiten für die zweite Einheit wurden im November 2020 erteilt.
| Technische Daten | Ohio-Klasse | Columbia-Klasse |
| ---------------- | ----------- | --------------- |
| Länge            | 170 m       | 171 m           |
| Durchmesser      | 12,8 m      | 13,1 m          |
| Verdrängung      | 18.740 ts   | 20.810 ts       |
| Raketensilos     | 24          | 16              |

Im März 2016 gab die US Navy bekannt, dass Electric Boat von General Dynamics mit der Entwicklung und Bau der SSBN-X beauftragt worden ist. Diese waren bereits für die Virginia- und Ohio-Klasse verantwortlich. Am 14. Dezember 2016 gab der Marinestaatssekretär Ray Mabus bekannt, dass das erste Schiff der Klasse die USS Columbia (SSBN-826) sein wird.

## Einheiten
Die Einheiten werden in der Regel wie auch ihre Vorgänger und seinerzeit bereits die Schlachtschiffe nach US-Bundesstaaten benannt.
| Kennung  | Name                 | Bauwerft              | Kiellegung   | Stapellauf | Indienststellung | Heimathafen | Verbleib |
| -------- | -------------------- | --------------------- | ------------ | ---------- | ---------------- | ----------- | -------- |
| SSBN-826 | District of Columbia | Electric Boat, Groton | 4. Juni 2022 |            |                  |             | im Bau   |
| SSBN-827 | Wisconsin            | Electric Boat, Groton |              |            |                  |             | bestellt |
| SSBN-828 | Groton               |                       |              |            |                  |             |          |